# Виктор Емануил III Савойски
Вижте пояснителната страница за други личности с името Виктор Емануил.
Виктор Емануил III Савойски (на италиански: Vittorio Emanuele III di Savoia), роден Виктор Емануил Фердинанд Мария Януарий Савойски (на италиански: Vittorio Emanuele Ferdinando Maria Gennaro di Savoia; * 11 ноември 1869, Неапол, Кралство Италия; † 28 декември 1947, Александрия, Египет), е крал на Италия (1900 – 1946), император на Етиопия (1936 – 1943), пръв маршал на Империята заедно с Мусолини (от 4 април 1938) и крал на Албания (1939 – 1943). Абдикира на 9 май 1946 г. в полза на сина си Умберто II. Баща е на царицата на българите Йоанна.
При раждането си получава титлата „принц на Неапол“ с ясното намерение да подчертае наскоро постигнатото национално единство.
Дългото му управление (46 години) е свидетел, освен на двете световни войни, на въвеждането на всеобщото избирателно право за мъжете (1912) и за жените (1946), първите важни форми на социална защита, упадъка и колапса на либералната държава (1900 – 1922), раждането и разпадането на фашистката държава (1925 – 1943), разрешаването на римския въпрос (1929), постигането на максималните териториални граници на Обединена Италия и големите завоевания в колониалната сфера (Либия и Етиопия). Той умира малко повече от година и половина след края на Кралство Италия.
След победата в Първата световна война е наречен „Кралят войник“.
Изиграва фундаментална роля за края на италианския неутралитет и за влизането в Първата световна война, за утвърждаването на фашизма, в колониалните войни и за влизането  на Италия във Втората световна война, за падането на Мусолини, което е последвано от прибързаното бягство от Рим след примирието от 1943 г., оставяйки армията и цивилните на себе си. През 1946 г. той прави закъснял опит да спаси монархията, като абдикира в полза на сина си и избира самоизгнание в Египет.

## Произход
Виктор Емануил е единствено дете на краля на Италия Умберто I Савойски (* 1844, † 1900) и на първата му братовчедка Маргарита Савойска (* 1851, † 1926). Негови дядо и баба по бащина линия са крал Виктор Емануил II и кралица Мария Аделхайд Хабсбург-Лотарингска, а по майчина –  Фердинанд Мария Савойски-Каринян, 1-ви херцог на Генуа (1831 – 1855), военен и родоначалник на кадетския клон Савоя-Генуа, и Елизабет Саксонска, принцеса на Саксония.

## Биография

### Детство и младост

#### Ранни години и образование
Виктор Емануил е роден в Неапол на 11 ноември 1869 г., където родителите му са на посещение. Освен имената „Виктор Емануил Фердинанд“ в чест на неговите баба и дядо майка му Маргарита също иска той да бъде кръстен с имената „Мария“ и „Януарий“, за да се разведрят напрегнатите отношения с Църквата и да бъде спечелена привързаността на неаполитанските поданици.
Младият принц няма щастливо детство, понеже традиционното педагогическо образование на Савойския дом, строго и във военен стил, не благоприятства експанзивността и емоционалните изблици, и също така понеже никой от родителите му (с които му е позволено само да вечеря два пъти седмично) не се грижи за него. След раждането си е поверен на местна дойка за кърмене, докато за ранното му образование майка му избира ирландска бавачка на име Елизабет Лий, позната като „Беси“, вдовица на британски офицер и преди всичко ревностна католичка. Тя остава с младия принц четиринадесет години и вероятно е единственият човек, към когото той някога развива синовна обич. Освен това Виктор Емануил страда доста от физическите си недъзи и това го кара да развие срамежлив и замислен характер до степен на цинизъм: веднъж майка му му предлага да се разходят заедно из Рим и той ѝ казва: „И къде искаш да отидеш да се покажеш с джудже?“. За да компенсира физическите си недъзи, младият принц развива почти болезнена любов към ученето и работата на бюрото: на 10-годишна възраст успява да запомни цялото родословно дърво и реда на наследяване на Савойския дом от Хумберт Белоръки насам.
На 9-годишна възраст той се връща, за да посети Неапол с баща си, който едва наскоро се е възкачил на трона, с майка си и с министър-председателя Бенедето Кайроли. В каретата Кайроли осъзнава, че е седнал с лявата страна към принца и желае да смени мястото си, но Умберто го задържа. Именно с тази церемониална грешка кара Кайроли да постави тялото си между това на краля и камата на готвача анархист Джовани Пасананте. Малкият принц оцапва моряшката си униформа с кръвта на Кайроли, но казват, че остава безстрастен, въпреки че по-късно се казва, че вечерта избухва в сълзи в ръцете на бавачката си.
Единствено дете на първи братовчеди, той израства в типичната савойска семейна среда – сурова и военна. По предложение на принца на Германия Фридрих III за негов възпитател е избран полковникът от Генералния щаб Еджидио Озио – военно аташе в италианското посолство в Берлин. Много твърд човек, властен и свикнал да командва, той дава на принца образование по пруския модел на въоръжения крал. Изглежда, че още с встъпването си в длъжност той казва на ученика си: „Запомнете, че синът на крал, както и синът на обущар, когато е магаре, е магаре“. Някои казват, че строгостта на Озио има пагубни ефекти върху характера на бъдещия суверен, правейки го още по-несигурен и интровертен, но този факт се отрича от приятелството, което принцът продължава да поддържа със своя учител, поддържайки почти ежедневна кореспонденция с него и защитавайки го от обвиненията срещу него.
Виктор Емануил получава добро образование, включително, наред с други неща, посещението на престижната военна школа „Нунциатела“ в Неапол, която завършва с дълги пътувания в чужбина. Издигнат до кралски ранг, той свиква да присъства на учредителните сесии на Националната академия дей Линчеи, както и на други асоциации от научно естество, към които се обръща по интереси. Сред всичките му страсти, в културната сфера се открояват нумизматиката, историята и географията: знанията му по тези теми са признати на високи нива, дори извън кралството (той пише трактат за италианското монетосечене – Corpus Nummorum Italicorum). На няколко пъти е призован, поради задълбочените си познания в географската област, като посредник при мирни договори. Той е признат за арбитър по териториалния спор за остров Клипертон между Франция и Мексико и в спора за Пирара между Бразилия и Британска Гвиана.
Извън институционалните ангажименти той пребивава в замъците в Ракониджи и в Поленцо. Там той, според официалните съдебни сметки, се посвещава на четене и на земеделие, изучавайки техниките, които ще го доведат до основаването на Международния селскостопански институт в Рим.
Почитател на Уилям Шекспир, той говори четири езика, включително пиемонтски и неаполитански, но не обича театъра или концертите.

#### Сбогуване с Озио и неаполитански период
На двадесет години Виктор Емануил се сбогува с възпитателя си полковник Еджидио Озио, като вече навършил пълнолетие и равен по ранг на своя учител, с когото въпреки това продължава да поддържа почти ежедневна кореспонденция. За да може да практикува командване, той е назначен в Първи пехотен полк „Сан Джусто“ в Неапол, където остава пет години. Там той се сприятелява с принц Никола Бранкачо, който кара младия мъж да преодолее нежеланието и срамежливостта си, насочвайки го към неаполитанския нощен живот, съставен от не съвсем достойни за уважение театри и гримьорни на актриси.
За младия принц неаполитанският период е може би най-щастливият в живота му: той се научава да говори свободно неаполитански и също има няколко любовници, включително баронеса Мария Барако (който изглежда му ражда и дъщеря), въпреки че предпочитанията му са към актриси и танцьорки. В ролята си на командир той показва твърдост, клоняща до дребнавост, до степен че според писмата му до Озио се оказва истински обект на омраза за своите подчинени. В писмо той пише: „Моят взвод офицери кадети достигна броя от 104 кадети; скоро ще станат 103, защото изгоних един за кражба от другар. Убеден съм в необходимостта да ги изплаша на първо място.“ Вероятно единственият по-строг от него е неговият командир, генерал Джузепе Отоленги от Сабионета, който никога не пропуска възможност да подразни принца и това дава кара Виктор Емануил да даде на своя началник (от еврейски произход) прякори като „Йосиф евреинът“ или „Бедният Макавей“. Това обаче не е антисемитизъм, а по-скоро малка лична обида към началника.
Факт, който е малко известен на повечето е, че по време на периода си в Неапол той влиза в конфликт с връстник, който по онова време командва Десети берсалиерски полк: това е Луиджи Кадорна и между двамата възниква ожесточена антипатия, която продължава цял живот и което има очевидни последици двадесет години по-късно, по време на Първата световна война.

### Брак
Въпросът за брака на младия принц става обект на изключителна загриженост за Умберто I Савойски и Маргарита: нито един савоец не е достигнал прага от 25 години като ерген, но принцът не показва намерение да се жени. Това става казус от международно значение в рамките на Тройния съюз, от който Италия е част: самият кайзер Вилхелм II се заинтересува от случая и, възползвайки се от посещението на Виктор Емануил в Берлин, се изправя лице в лице с младия принц, карайки му се: „Защо не решите да си вземете жена?" и в този момент принцът, макар и толкова млад, демонстрира цялата си упоритост, като се изправя срещу него и му казва да не се меси в работите му.
Савойският двор прави опит да уреди годежа му с принцеса Мод Уелска, третата дъщеря на Едуард VII от Обединеното кралство, но преговорите се провалят поради съпротивата на кралица Маргарита, която, оказвайки се дори по-непреклонна от рапата, иска девойката да се откаже от англиканската си вяра, преди да се омъжи за сина ѝ. Някои, включително министър Бенедето Брин, подозират, че религиозният въпрос всъщност е извинение, тъй като кралицата не иска бъдещата ѝ снаха да опетни знаменитата ѝ красота. Опитът за годеж с датската принцеса Луиза фон Шлезвиг-Холщайн-Зондербург-Глюксбург също не минава добре, този път поради съпротивата на самия престолонаследник: всъщност той не иска и да чува за уредени бракове, най-вече защото резултатът от тези съюзи (често между кръвни роднини) го вижда всяка сутрин пред огледалото и е толкова наясно с това, че не му е трудно да признае откровено пред генерал Карло Поро, неговия началник щаб: „Не ме гледайте. Знаете, че съм прецакан в краката!“.
Най-накрая 27-годишния принц на Неапол е уреден да се ожени за черногорската принцеса Елена Черногорска, чието семейство е тясно свързано чрез политически и семейни връзки с двора на Санкт Петербург. В същото време бракът с представител на най-старата местна фамилия на балканските принцове (Петрович-Негош), въпреки относителната бедност и непълноценност на рода в сравнение със савойския, укрепва италианската политика в регионите отвъд Адриатическо море. Въпреки това има доста в дворцовите и политически кръгове, които не одобряват този съюз, предвид факта, че Савойците са най-старата европейска династия след Хоенцолерните, докато Никола I Черногорски произлиза от скорошна и по-малко значима династия.
Годежът между Виктор Емануил Елена е истински заговор, в който участват практически всички европейски кралски домове, а единственият, който не знае за това, е самият принц. Първата среща между двамата се състои във Венеция през 1895 г. по време на откриването на Международната художествена изложба: за всеки случай Елена е придружена от сестра си Анна, в случай че принцът предпочете едната пред другата. Но той предпочита Елена, която успява да го порази със славянската си красота и с очите си на „ранена кошута“. Втората среща между двамата се състои тринадесет месеца по-късно в Москва, по време на тържествата по случай коронацията на цар Николай II и накрая младият Виктор показа, че наистина се интересува от младата Елена, дотолкова, че решава да каже на родителите си за това. Естествено принцът не знае нищо за „заговора“ срещу него и се страхува, че родителите му ще се ядосат на увлечението му; вместо това, за голяма негова изненада, те не само не му се ядосват, но са толкова щастливи, че го прегръщат в рядък момент на нежност.
Сватбата, която не е никак показна, е отпразнувана в Двореца „Квиринал“ с гражданска церемония, последвана от католическа в Базилика „Санта Мария дели Анджели е дей Мартири“ на 24 октомври 1896 г. Бракът е сключен от монсеньор Пишичели, велик приор на Бари. За отбелязване на събитието е планирана пощенска марка, известна като „Сватбата на Виктор Емануил III “, която обаче никога не е разпространена и от която днес има общо 100 копия. При пристигането си в Италия на 19 октомври 1896 г. Елена Черногорска се отказва от православната си вяра и приема  католическата в базиликата „Сан Никола“ в Бари.
Двойката, емоционално щастлива, отлага раждането на деца. Четири години по-късно се ражда принцеса Йоланда (1901), която през 1923 г. се омъжва за граф Джорджо Карло Калви ди Берголо с първоначални пречки поради несъответствието на благородническия им произход. След раждането на Мафалда (1902), която се омъжва за ландграф Филип Карл фон Хесен-Касел през 1925 г., идва очакваният мъжки наследник Умберто (1904), принц на Пиемонт, който се жени за Мария-Жозе Белгийска през 1930 г. Четвъртото дете, Джована (1907), се омъжва за цар Борис III през 1930 г., и накрая, най-малкото дете Мария Франческа (1914) се омъжва за принц Луи-Шарл Бурбон-Пармски през 1939 г.

### Крал на Италия

#### Възкачване на трона и политическа ориентация
Новината за убийството на неговия баща Умберто I Савойски на 29 юли 1900 г. в Монца от анархиста от Прато Гаетано Бреши достига до Виктор Емануил, докато е на круиз в Средиземно море със съпругата си Елена Черногорска: дотогава принцът от Неапол е смятал възкачването си на престола за все още далечно предвид възрастта на баща му, който е на 56 години по време на цареубийството.
Младият крал незабавно се захваща за работа и само два дни след смъртта на баща си вика министър-председателя Джузепе Сарако за разговор, за който Сарако оставя подробен разказ: Сарако току-що е излязъл от погребалния дом на покойния крал, когато Виктор Емануил го вика в кабинета си; без да му даде време да изрече обичайните си думи на съболезнование, новият крал му показва натрупаните на бюрото документи. Това са укази, които баща му не е имал време да подпише, но които според него не се разбират много добре с Конституцията. Сарако отговаря, че оценката на конституционалността не е от компетенцията на краля, който трябва да се ограничава до подписване, както винаги е правил дотогава. Но младият крал отговоря: „Да, но оттук нататък кралят ще подписва само своите грешки, а не чуждите“. Сарако, който освен това минава за голям експерт по право, се чувства обиден и веднага предлага оставката си. Кралят се престорва, че не го е чул, но настоява да му бъдат прочетени указите, преди да бъдат подписани. След това той обяснява на премиера как разбира своите задължения и тези на другите: „Не претендирам да поправя настоящите трудности със собствените си сили. Но съм убеден, че тези трудности имат една единствена причина. В Италия малцина изпълняват точно своите задължения: има твърде много отпуснатост и релаксация. Необходимо е всеки без изключение да спазва точно своите задължения. Ще дам пример, като изпълня всичките си задължения. Министрите ще ми помогнат, като не увличат никого в напразни илюзии, като не обещават това, което са сигурни, че ще могат да изпълнят.“
На 2 август 1900 г., няколко дни след цареубийството, в първото си обръщение към нацията новият крал изброява основите на своята политическа визия.
На 11 август той се заклева във вярност към Албертиновия устав в Залата на Сената, пред премиера Джузепе Сарако и двете камари на парламента, разположени зад него. В речта, написана собственоръчно, новият крал очертава помирителна и парламентарна политика: „Монархията и парламентът продължават съвместно в тази благотворна работа“. След коронацията новият крал нарежда на Гуидо Чирили да проектира и да построи мемориален параклис на баща му, който да бъде издигнат на мястото, където е бил убит. Правейки това, крал Виктор Емануил III нарежда да се разруши седалището на гимнастическото дружество на Монца и то да се построи от другата страна на улица „Чезаре Батисти“.
Желаното от суверена национално помирение се оформя с Кралския указ от 11 ноември 1900 г., n. 366, в който кралят дава амнистия за престъпления срещу печата и за престъпления срещу свободата на труда, и опрощава половината от наказанията, наложени за народните въстания от 1898 г. През 1901 г. е издадена първата серия от марки, откривайки дългите филателни издания от неговото управление: серията, наречена "Serie Florale 1901", по същество привнася новостта на използването на новия стил, наречен Либерти, който през следващите години всъщност е италианизиран във „Флореален“.

#### Външна политика: между Тройния съюз и нови споразумения
Според савойската традиция и в съответствие със законовите прерогативи Виктор Емануил III упражнява значителни действия в областта на външната и военната политика. Приветстван от много наблюдатели като „антитройносъюзен“, той, въпреки че остава в основата на Тройния съюз, подкрепя сближаването с другите сили, изключени от съюза и срещу които той потенциално е създаден: Русия, която възпрепятства австрийските планове за експанзия, и Франция, от чието желание за отмъщение германците се страхуват.

#### Сближаване с Франция
Нормализирането на отношенията с Френската република започва няколко години преди възкачването на Виктор Емануил III на престола с подписването на трите конвенции между Италия и Тунис на 30 септември 1896 г. и впоследствие с италианско-френското търговско споразумение от 21 ноември 1898 г., което слага край на митническата война между двете сили. През декември 1900 г., с размяната на ноти между Емилио Висконти Веноста и Камий Барер, италианското правителство получава първото френско признание за своя интерес към Триполитания – Киренайка. Споразумението води до изпразване на Тройния съюз от част от съдържанието му, свързано с италианско-френския конфликт в Средиземно море. Споразумението е подсилено през юли 1902 г. чрез размяна на ноти между  Джулио Принети и Барер, които ангажират двете сили да останат неутрални в случай на конфликт с други сили. 
Италианско-френското сближаване е подпечатано от посещението в Париж на краля, награден с Ордена на почетния легион от президента Емил Лубе през октомври 1903 г. и с посещението на Лубе в Рим през 1904 г.
Италианската външна политика по този начин проектира система, която би направила разделението между „силовите блокове" по-малко твърдо, което би довело до избухването на световната война: в този контекст италианското поведение се обяснява на Алхесираската конференция за Мароко през 1906 г., в който италианският представител Емилио Висконти Веноста е инструктиран да не подкрепя Германия на Вилхелм II.

#### Русия и Балканите
Установяването на добри отношения с Русия, от които най-очевидната проява на сближаване в умбертиновата епоха е женитбата на Виктор Емануил с Елена Черногорска, е необходимото следствие от насоките на външната политика в балканския регион. Неговото статукво, който Тройният съюз се задължава да поддържа поне формално, е застрашено от неудържимата криза на Османската империя и от противоречивите апетити на Австрия и Русия, сред които Италия възнамерява да се вмъкне, опитвайки се да ограничи опитите на хабсбургския съюзник, насочени към промяна на ситуацията в своя полза в нарушение на член 6 от договора.
Италия гледа на Балканите като на потенциална зона на влияние за своята икономика. Изправен пред експанзионистичните амбиции на Сърбия, Виктор Емануил III  действа като посредник за създаването на буферна държава, която да попречи на Петър I да получи достъп до Адриатическо море: Албания. Поведението на Австрия, която през 1908 г. анексира Босна и Херцеговина без предупреждение, предизвиквайки силни протести от сръбска и руска страна, както и от Италия, кара италианското правителство да сключи споразумения с руското: на 24 октомври 1909 г. между двете сили е сключен Договорът от Ракониджи, който от руска страна слага край на политиката на изключителни споразумения с Австрия на Балканите, за което прилагането на принципа на националност и съвместните дипломатически действия на двете сили в този смисъл са предвидени; освен това Русия признава италианския интерес в Триполитания – Киренайка.

#### Международни арбитражи
Традиционните добри отношения с Обединеното кралство и международното уважение към краля на Италия са потвърдени в избора на Виктор Емануил за арбитър за установяване на границите между Бразилия и Британска Гвиана през 1903-1904 г. и за границите в Баротселенд между Португалия и Великобритания през 1905 г. Франция и Мексико също прибягват до арбитража на Виктор Емануил III през 1909 г., за да определят владението на о-в Клипертон.

#### Международен институт по земеделие
В съответствие със собствената си хуманитарна мисъл, през 1905 г., приемайки предложението на Дейвид Любин, Виктор Емануил III лично насърчава основаването на Международния институт по земеделие на международно ниво, който се развива във ФАО след Втората световна война с цел решение на световния глад.
Институцията се финансира основно чрез вноските на държавите-членки, които варират от минимум 12 500 лири до максимум 200 000 лири. Виктор Емануил III, свикнал да подкрепя множеството научни и благотворителни институции, които спонсорира със собствените си средства, участва с годишната сума от 300 000 лири, които са добавени към дарението на сградата, която трябваше да служи като седалище на института.

#### Вътрешна политика: отвореност към лявото и социален мир
Дейността на Виктор Емануил III във вътрешната политика се отнася преди всичко до реализирането на социален мир, чрез законодателство, насочено към преодоляване на „разгорещения конфликт между капитала и труда“. Социалният мир и необходимостта да се работи с равнопоставеност между социалните класи всъщност са повтарящи се теми в речите на Короната, обикновено написани от собствената ръка на краля.
В политическата визия на суверена основна точка за постигане на желания социален мир е „да се постигне по-високо интелектуално, морално и икономическо състояние на народните класи“, по-специално чрез осигуряване на пълно ниво на образование за всички граждани.
Законите, обнародвани между 1900 г. и 1921 г. като част от социалното законодателство, искано от краля, се отнасят до правната защита на имигрантите (1901), защитата на труда на жените и непълнолетните (1902), мерките срещу маларията и за хинина (1902), създаването на Бюрото по труда (1902), социалните жилища (1903), трудовите злополуки (1904), задължението за седмична почивка (1907), създаването на националното социално осигуряване (1907), училищната взаимност и създаване на национален фонд за майчинство (1910), помощта в полза на засегнатите от принудителна безработица (1917). Също през 1917 г. е създадено Дружеството за помощ Opera Nazionale Combattenti.
Предвид интереса на Виктор Емануил III към социалния въпрос много съвременници го представят като „социалистически крал“. Внимателен към нуждите на прогреса на страната, която в навечерието на Първата световна война се превръща в седмата индустриална сила в света, той дава статут на организация с нестопанска цел през 1908 г. на Италианското дружество за напредък на науката, основано през 1839 г. Той допринася финансово за основаването в Милано на първата клиника по трудова медицина в Европа и на един от първите институти за изследване и лечение на рака.

#### Атентати
На 14 март 1912 г. римският масон Антонио Д'Алба – анархист, произвежда два  изстрела по него, като не го улучва. Няколко часа след неуспешния опит Виктор Емануил III е посетен от реформаторските социалисти Иваное Бономи, Леонида Бисолати и Анджоло Кабрини, които поздравяват краля. Този жест тогава дава претекст на мнозинството от Италианската социалистическа партия да изгони тримата реформатори, виновни за подкрепата на четвъртото правителство на Джовани Джолити във войната срещу Турция. Сред социалистите най-непреклонен е Бенито Мусолини, който обвинява реформаторите в съучастие с „клерикално-националистическо-монархическото стадо“, заявявайки «Или с Квиринала, или със социализма!“.
На 12 април 1928 г., докато открива осмото издание на Миланския панаир „Кампионария“, Виктор Емануил е мишена на кървава бомбена атака: бомба, която избухва в тълпата, чакаща да види краля, убива двадесет души, включително жени, деца и войници. Кралят обаче не е засегнат. Арестувани са републиканците Уго Ла Малфа, Лелио Басо и Леоне Катани. Марио Джампаоли, секретар на Италиански съюз на борбата с клон Милано, който е замесен в политическо-финансовия скандал Белони (1928 – 1930) няколко месеца по-късно, е неоснователно обвинен.
През 1941 г., по време на посещение в Албания, кралят император е мишена на трети опит за убийство: младият Васил Лаци Михайлов стреля пет пъти по него, но кралят не е прострелян. Оставайки безучастен, Виктор Емануил III коментира: „Това момче стреля много зле“.

#### Отношения между Държава и Църква
В църковната политика Виктор Емануил III показва, че не е склонен да се отвори към политическите претенции на Католическата църква: подписването през 1929 г. на Латеранските пактове може да се припише повече на инициативата на Бенито Мусолини, отколкото на монарха, което ще доведе до провала на предишния опит на Виторио Орландо в периода непосредствено след войната. В този първи период, макар и с най-голямо уважение към църковните институции и вярата на собствената си династия и на италианците, кралят иска да запази системата на разделение между Държавата и Църквата, без да поправя нарушените отношения с превземането на Рим (20 септември 1870) чрез конкордат или споразумение и с кампаниите на Рисорджименто.
В личния си живот Виктор Емануил е много различен от своите предшественици по отношение на отношенията с Църквата. Неговият прадядо Карл Алберт е силно религиозен; неговият дядо Виктор Емануил II е невярващ, но въпреки това храни суеверен страх от Църквата; неговият баща Умберто, от друга страна, е практикуващ агностик, който ходи на църква повече, за да дава пример на поданиците си, отколкото от лично убеждение, но в същото време изпитва дълбоко уважение към йерархията. Вместо това Виктор Емануил е скептик, който не е вярващ и не практикува: като млад той култивира интерес към позитивистки четива (като Огюст Конт, Джон Стюарт Мил и Роберто Ардигò); обаче, повече от секуларист, той е „гибелин“, дълбоко осъзнаващ собствената си роля като тази, която Църквата има в историята на страната, и затова не ѝ се доверява.
Виктор Емануил III всъщност смята, че римският въпрос е решен със закона за гаранциите, който осигурява пълната автономия на папата, на когото се признават правата на активна и пасивна дипломация и чиято личност е приравнена в някои отношения, особено по отношение на наказателното значение, на тази на краля.
Високото ниво на напрежение в отношенията Църква-Държава е причинено от посещението през 1904 г. на френския президент Емил Лубе при Виктор Емануил: Светият престол протестира, че католически държавен глава, посещаващ Рим, е отдал почит на краля на Италия пред папата. Инцидентът води до засилване на антиклерикалните позиции във Франция и скъсването на дипломатическите отношения със Светия престол.

#### Либийска война
Посещението на цар Николай II през октомври 1909 г. води, наред с други неща, до признаването на италианското влияние в Африка, граничеща със Средиземно море, и по-специално в либийската зона. От това вече може да се види началото на военното начинание в Триполитания и Киренайка през 1911 г. За да помогне за тази цел, разделянето на сферите на влияние в африканското Средиземноморие между Франция и Италия скоро последва мароканската криза, в която Виктор Емануил III застава на страната на Париж, признавайки на свой ред френския приоритет в най-западната зона на Сахара.
Италианската колониална инициатива обаче вече е активна на африканския континент. Еритрея вече е окупирана, докато Сомалия е колония от 1907 г., но позициите им на Сомалийския полуостров ги правят отдалечени и във всеки случай тяхната териториална конформация и липсата на стратегическо значение не носят престиж на италианската колониална политика. Италия е преди всичко на Средиземно море и последната земя, която все още не е под господството на никоя европейска сила, е Либия.
Италианското правителство действа предпазливо: Киренайка и Триполитания са поставени под контрола на Османската империя, вече подкопана от вътрешна болест, който я превръща в умиращо образувание, но във всеки случай не бива да се пренебрегва: бунтът на младотурците служи като плацдарм за военната операция.
На 29 септември 1911 г. започва италианският десант в Либия, анексирана според кралския указ на 5 ноември, без да се отчита голямата слабост на окупацията, която е засегната от все още изостаналата армия и от активната съпротива на племенните водачи на вътрешните зони. Неслучайно по повод предстоящата Първа световна война, с италианската армия, заета на други фронтове, Либия скоро възстановява практически пълната си автономия. Като част от Италианско-турската война гръцките острови на Додеканезите също са анексирани през 1912 г. С мирния договор от Лозана от 18 октомври 1912 г. Османската империя признава притежанието на Италия върху колониите Триполитания и Киренайка.

#### Първа световна война
През Първата световна война Виктор Емануил III подкрепя първоначално неутралитета на Италия. Много по-неблагосклонен от баща си към Тройния съюз (от който Италия е част с Германия и Австро-Унгарската империя) и враждебен към Австрия, той насърчава каузата на Иредентизма в Трентино и Венеция Джулия. Изгодните оферти на Антантата, формализирани в Лондонския пакт, постановени тайно без знанието на парламента, карат Виктор Емануил да подкрепи изоставянето на Тройния съюз (4 май 1915 г.), преминавайки към битка заедно с Антантата (Франция, Обединеното кралство и Русия).
В началото на май неутралистките действия на Джовани Джолити заедно с разпространението на новините за териториални отстъпки от австрийска страна инициират парламентарна криза. На 13 май Антонио Саландра връща мандата обратно в ръцете на краля. Впоследствие Джолити е призован от краля, за да състави новото правителство. Той обаче, информирам за новите ангажименти с Антантата, решава да откаже поста, както правят и други повикани политици.
На 16 май Виктор Емануил III официално отхвърля оставката на Саландра. На 20 и 21 май, с огромно мнозинство, двете камари на парламента гласуват в подкрепа на извънредните  правомощия на суверена и правителството в случай на военни действия. На 23 май Италия обявява война на Австро-Унгария.
От началото на военните действия на италианския фронт (24 май 1915 г.) Виктор Емануил III присъства постоянно на фронта, спечелвайки си прозвището „Крал-войник“. По време на военните операции той поверява наместничеството на кралството на чичо си Томас, херцог на Генуа. Той не се установява в щаба си в Удине, а в близкия град Тореано ди Мартиняко, във Вила „Линуса“ (оттогава наричана Вила „Италия“) с малък антураж от офицери и благородници. Всяка сутрин, следван от своите помощници, кралят тръгва с кола за фронта или на посещение в тила. Вечерта, когато се връща, идва офицер от Генералния щаб, за да го информира за военното положение. Кралят, след като изслушва, изразява мнението си, без изобщо да заобикаля задачите на Върховното командване.
Той остава за кратко в Монтеаперта (във военната болница „Гран Монте“) по време на боевете, като се има предвид значителното логистично значение на Монтеаперта зад фронта.
След битката при Капорето, с решение, договорено между съюзническите правителства по време на конференцията в Рапало, Луиджи Кадорна е заменен от генерал Армандо Диац. На 8 ноември 1917 г. на конференцията в Пескиера кралят ратифицира това, което вече е подписано от правителството на Виторио Емануеле Орландо, правейки негови решенията за това.
Италианската победа води до анексирането на Трентино и Алто Адидже (с Тренто), Венеция Джулия, Задар и някои далматински острови (включително Ластово) към Италия.
Между 1914 г. и 1918 г. кралят получава около 400 писма, включително заплашителни, с главно антивоенно естество от лица от всички социални класи, особено нисши и полуграмотни. В момента те се съхраняват в Централния държавен архив в три фонда, но са дигитализирани и публично достояние и представляват голям исторически и езиков интерес.

#### От първия следвоенен период до първото правителство на Мусолини
Поради икономическата и политическата криза, която следва след войната, Италия преживя поредица от социални катаклизми, които слабите либерални правителства от онова време не успяват да контролират. Страхът от комунистическа революция, подобна на тази в Русия, се разпространява из цялата страна и в същото време имуществените класи се страхуват да не бъдат завладени от социалистическите идеи. Тези исторически условия водят до появата на антидемократични и нелиберални политически движения. Едно от тях е Италианският съюз на борбата – движение, създадено през 1919 г. от бившия директор на Аванти! Бенито Мусолини. Отрядите за действие са свързани с движението, което по-късно ще бъде интегрирано в Доброволческата милиция за вътрешна сигурност. Мусолини явно е избрал да наложи ситуацията, която сега е стигнала до задънена улица. 
В края на октомври 1922 г. Мусолини, избран за депутат в Камарата за една година, задейства плана си за завземане на властта. На 27 октомври започват първите движения на отряда с окупирането на префектури и казарми в Северна Италия. Виктор Емануил III се втурва към Рим от Сан Росоре и съобщава на министър-председателя Луиджи Факта за намерението си лично да вземе решение относно настоящата криза. Събитията от следващите часове са много объркани и все още не позволяват да се предостави ясната им реконструкция: Факта води поне два разговора със суверена (на гарата в Рим и във Вила „Савоя“ в Рим), в които кралят уж казва на министъра, че е отказал да обсъжда „под заплахата от фашистки мускети“, след което поисква от правителството да вземе всички необходими мерки и после му ги представя, за да получи неговото одобрение. Версиите за тези разговори обаче са много противоречиви (според една версия Факта го заплашва с оставка). Странното обаче е, че въпреки факта, че ситуацията е много сериозна, министър-председателят, убеден до последния момент, че Мусолини блъфира, заспива, сякаш нищо не се е случило, но е събуден посреднощ от неговите сътрудници, които го информират за фашистките окупации и за слизането на колоните от черни ризи над Рим.
В шест сутринта на 28 октомври Факта свиква Минситерски съвет, който решава, по настояване на генерал Читадини – първи адютант на краля да прибегне до обсадно положение, за да блокира похода към Рим. Но когато на в 9 часа Факта отива при краля в Квиринал за преподписване, кралят отказва да подпише акта. Когато Виктор Емануил III вижда черновата на прокламацията, той изпада в ярост и след като грабва текста от ръцете на Факта, в пристъп на гняв му казва: „Тези решения зависят само от мен. След обсадното положение има само гражданска война. Сега един от нас трябва да направи жертва.“ Факта отговаря: „Ваше Величество няма нужда да казва чий е редът“ и си тръгва.
Тази внезапна смяна на посоката все още не е изяснена от историографията. Ренцо Де Феличе, главният историк на фашизма, скицира списък от възможни причини, които биха могли да накарат краля да избегне конфронтация с фашизма, а именно: слабостта на правителството на Факта, страховете му относно профашистките нагласи на херцога на Аоста, несигурността на военните лидери и страхът от гражданска война.
Според Мауро Канали трябва да се добави още един, който се дължи на личността на краля, т.е. на предполагаемото му страхливост, което го е накарало да не предизвика фашистките отряди на военен терен. Според Канали притесненията му са абсолютно неуместни предвид дисбаланса на силите на полето. Всъщност силите на армията, разположена в Рим, са много по-добри от тези на фашистите: 28 хил. мъже срещу няколко хиляди, и са оборудвани най-добре. Всички историци са съгласни с тези данни, но трябва да се имат предвид гореспоменатите „несигурности“ на военните лидери, натискът на управляващата класа, желанието да се избегне влошаването на вътрешната криза.
В резултат на решението на краля Факта подава оставката си, която веднага е приета от суверена. На 29 октомври 1922 г. Виктор Емануил III, след като се консултира с най-висшите представители на либералната политическа (Джовани Джолити, Антонио Саландра) и италианската военна (Армандо Диац, Паоло Таон ди Ревел) управляваща класа, след отхвърлянето от Мусолини на евентуалния кабинет Саландра-Мусолини, с намерението да върне фашисткото движение обратно в парламентарната конституционна рамка и да насърчи социалния мир, той поверява на ръководителя на фашизма Бенито Мусолини, депутат от 1921 г., задачата да състави ново правителство.
Мусолини, който се обръща към парламента със заплашителен тон, получава голямо доверие от него с 316 гласа „за“, 116 „против“ и 7 „въздържали се“. Положителни гласове гласове дават Джовани Джолити, Бенедето Кроче, по-късно най-висшият представител на либералния антифашизъм, и Алчиде Де Гаспери, по-късно баща на Италианската република, докато Франческо Саверио Нити напуска залата в знак на протест. Правителството, съставено от четиринадесет министри и шестнадесет министерства, с Мусолини като ръководител на правителството и временен министър на външните работи и вътрешните работи, е съставено от националисти, либерали и хора от народа, включително бъдещия президент на републиката Джовани Гронки – заместник-министър на индустрията.
Точно в този период, на 28 март 1923 г., кралят създава Кралските военновъздушни сили (днес Италиански военновъздушни сили).

#### Фашистка държава (1925 – 1943)
През април 1924 г. са свикани нови избори, които се провеждат при сериозни нарушения. Депутатът социалист Джакомо Матеоти, който осъжда тези нередности, е отвлечен на 10 юни 1924 г. и е намерен мъртъв на 16 август същата година. Фактът разтърсва политическия свят и открива период на силна вътрешна криза, най-накрая разрешена на 3 януари 1925 г., когато Бенито Мусолини, подсилен на международно ниво от неотдавнашната среща с Остин Чембърлейн, поема нематериална отговорност за инцидента („Ако фашизмът беше престъпно сдружение, аз съм ръководителят на това престъпно сдружение!“), като сочи на парламента процедурата за импийчмънт в съответствие с член 47 от Албертиновия устав. Камарата, където опозицията е разделена на множество течения и неспособна да постигне съгласие относно споделени стратегии, не продължава и Мусолини започва чрез парламентарни средства трансформацията на държавата в авторитарен и след това тоталитарен смисъл.
Кралят, който дотогава е запазил контрола над армията, не възразява. Нещо повече, Парламентът, където в залата само за седем места членовете на Националата фашистка партия са абсолютното мнозинство, отслабено от отцепването на Авентинския хълм, не предоставя никакъв правен претекст да поиска оставката на Мусолини, нито разработва надеждна алтернативна структура на правителството. Нито пък извънпарламентарният избор на опозицията успява да мобилизира масите. Затова кралят изчаква парламентарна инициатива в съответствие с институционалните правила.
Когато сенатор Раниери ди Кампело представя на Виктор Емануил III доказателство за отговорността на председателя на Съвета на министрите за Кризата „Матеоти“, кралят отговаря: „Аз съм сляп и глух. Моите очи и уши са Камарата и Сенатът“.
Франческо Саверио Нити, по време на своето изгнание поради фашистки заплахи, изпраща писмо до монарха, в което отправя обвинения в невежо съучастие с Мусолини и го призовава да вземе мерки срещу режима. На 27 декември мемоарите на члена на ескадрилата Чезаре Роси започват да се публикуват във в. „Мондо“ и след това в други вестници, в които Мусолини е документиран като подбудител на голям брой актове на политическо насилие преди убийството на Матеоти и поне имплицитно, също и на последния. Но дори тези разкрития не карат краля да уволни Мусолини, който според процедурата трябва първо да бъде отстранен от парламента.
От друга страна, благодарение на избирателния закон на Ачербо и измамите, осъдени от Матеоти, фашистите имат, макар и със седем места, абсолютно парламентарно мнозинство. Следователно липсата на прибягване до член 47 не свидетелства за невинността на Мусолини, а по-скоро за неговия контрол върху самия парламент. През следващите дни, през януари 1925 г., 35 опозиционни политически кръга са закрити, 25 организации, определени като „подривни“, разпуснати, 111 опоненти арестувани и саъизвършени 655 обиски на къщи.
През ноември 1925 г. кралят подписва т. нар. изключителни фашистки закони, които разпускат всички политически партии (с изключение на фашистката) и установяват цензура на пресата. Със закона от 24 декември 1925 г. Албертиновият статут е променен, като се възлага на ръководителя на правителството, отговорен само пред краля, назначаването и оттеглянето на министри. През 1926 г. кралят разрешава създаването на Специален трибунал за защита на държавата, който премахва всички политически престъпления от обикновената съдебна система, както и формирането на тайната политическа полиция (OVRA). Наложено е полицейско задържане за опонентите.

#### Връх на съгласието с фашисткия режим
В края на победоносната втора италианско-етиопска война италианските войски навлизат в Адис Абеба на 5 май 1936 г., а на 9 май Виктор Емануил III приема императорската титла. Етиопската империя заедно с другите италиански колонии (Еритрея и Сомалия) са обединени в Италианска Източна Африка. Завладяването на Етиопия и императорската титла постепенно са признати от повечето членове на международната общност, включително Англия и Франция, с изключение на Съединените щати и Русия, въпреки че етиопският император в изгнание Хайле Селасие е денонсирал пред Обществото на нациите сериозните нарушения на Женевската конвенция, извършени от италианските войски (юли 1936 г.).
През 1938 г., в разгара на обществения консенсус на режима, който е получил подписването на Манифеста за расата от велики представители на италианската култура, включително бъдещия конституиционалист Аминторе Фанфани, кралят подписва расовите закони на фашисткото правителство, с които е въведена дискриминация срещу евреите. С либерално образование, кралят се противопоставя, макар и не публично, на тези разпоредби, които отменят един от най-забележителните приноси на Савойската династия към италианското Рисорджименто – принципът на недискриминация и равно третиране на субектите, независимо от изповядвания култ, установен през 1848 г. Всъщност прилагането на расовите закони е в основата на по-нататъшното затягане на отношенията между короната и Дучето е все по-уморен от пречките, поставяни от короната (която остава единствената сериозна спирачка-опозиция заедно с Католическата църква) и с намерение да се възползва от удобния момент за установяване на републикански режим. По-специално, Галеацо Чано пише в своя дневник на 28 ноември 1938 г.: „Намирам Дучето възмутен от краля. Три пъти, по време на разговора тази сутрин, кралят каза на Дучето, че изпитва безкрайно съжаление към евреите... Дучето каза, че в Италия има 20 000 души със слаб гръб, които са трогнати от съдбата на евреите. Кралят каза, че е сред тях. Тогава кралят също се обяви против Германия за създаването на 4-та алпийска дивизия. Дучето беше много яростен в изразите си срещу монархията. Той обмисля системната промяна все повече и повече. Може би още не е дошло времето. Би имало реакции“.
През април 1939 г. е завладяна Албания, на която Виктор Емануил III е провъзгласен за крал, макар и скептичен относно целесъобразността на начинанието за „завладяване на четири камъка“.

#### Отношения с Мусолини
Отношенията между Виктор Емануил III и Мусолини никога не надхвърлят формалните отношения между държавен глава и ръководител на правителството. Кралят, с либерално образование, през целия фашистки период не пропуска положително да напомни на Мусолини и неговите сътрудници за опита на либералната държава. Виктор Емануил III не крие своите дълбоко антигермански и антинацистки идеи като цяло – идеи, които са засилени по време на държавното посещение на Хитлер в Рим през май 1938 г. От друга страна, враждата между Хитлер и Виктор Емануил III е взаимна (Хайнрих Химлер е чут да казва за Квиринала: „Тук се диша въздухът на катакомби“, а Виктор Емануил III нарича Хитлер „психофизически дегенерат“) и на няколко пъти Хитлер и неговите сътрудници предлагат на Мусолини да се отърве от монархията. Дучето обмисля известно време премахването на монархическата институция, за да си създаде повече пространство за действие, но няколко пъти отлага решението поради широката обществена подкрепа за монархията.
Кралят се проявява особено враждебно към институционалните нововъведения на режима, към въвеждането на нови почести и церемонии, които спомагат за укрепване на важността на премиера, към проектите за „модифициране на италианските обичаи“, като въвеждането на фашисткия поздрав, въпросът за „Вие“ и расовият въпрос. Това противопоставяне, макар и неизразено публично, изостря отношенията му с Мусолини и с по-радикалните кръгове на фашистката партия, верни на първоначалната програма на партията и привърженици на републиканския избор на режима.
Мусолини пише, че суверенът е започнал да го мрази след закона за конституционализиране на Големия фашистки съвет (9 декември 1928 г.), но вярва, че истинската причина за разрив е титлата на първи маршал на империята, одобрена с аплодисменти от Камарата на 30 март 1938 г. (под инициативата на Акиле Стараче, Костанцо и Галеацо Чано и със сигурност не без знанието на Дучето) и давана както на Премиера, така и на Краля (според Луиджи Федерцони, тогавашен председател на Сената, „не можеше да пропусне да се изрази уважение, освен това чисто формално, към краля“): в частна среща, докладвана от самия Мусолини, Виктор Емануил III, блед от гняв, му каза, че би предпочел да абдикира, отколкото да претърпи тази обида.
На 28 декември 1939 г. срещата на краля с папа Пий XII – първата среща с папа в Квиринала след превземането на Рим (20 септември 1870 г.), се тълкува като опит за мир в Европа.

#### Втора световна война
След сближаването между Фашистка Италия и Нацистка Германия, символизирано от раждането на оста Рим-Берлин през октомври 1936 г. и подписването на Стоманения пакт на 22 май 1939 г., на 10 юни 1940 г. Виктор Емануил III подписва обявяването на войната, силно желана от Мусолини във Франция и Великобритания, заставайки на страната на германците във Втората световна война. Първоначално кралят е против войната, както защото е наясно с военната неподготвеност на Италия, така и защото винаги е бил пробритански настроен и против политиката на Нацистка Германия. През предходните месеци той, чрез министъра на Кралския дом Пиетро д'Акуароне, извършва опит да свали Мусолини: формалната законност би била защитавана чрез получаване на вот на недоверие от Големия фашистки съвет и Галеацо Чано, който отказва, би бил извикан начело на новото правителство. Схемата е възобновена три години по-късно, когато войната вече е загубена.
След няколко ефимерни успехи в Египет и Източна Африка, проблемите, настъпили между есента на 1940 г. и пролетта на 1941 г. (неуспешна атака срещу Гърция, морски поражения при Таранто и нос Матапан, загуба на повечето италиански територии в Либия, загуба на владения в Италианска Източна Африка) разкриват слабостта на италианските сили, които трябва да бъдат спасени от препятствието на германския съюзник както на Балканите (пролет на 1941 г.), така и в Северна [[Африка.
Виктор Емануил III, който избягва опит за убийство по време на посещението си в Албания през 1941 г., наблюдава с нарастваща загриженост развитието на военната ситуация и прогресивното поробване на италианските сили на германските интереси, което той не харесва. Поражението във втората битка при Аламейн на 4 ноември 1942 г. води в рамките на няколко месеца до пълното изоставяне на Африка и след това до съюзническата инвазия в Сицилия (десант в Сицилия, започнал на 9 юли 1943 г.), и до началото на систематични съюзнически бомбардировките на италианските градове.

#### Падане на фашизма
Тези нови поражения карат Големият фашистки съвет да гласува против подкрепата на политиката на Мусолини (25 юли 1943 г.). В същия ден Виктор Емануил III сваля Мусолини, който, поставен в ареста, признава лоялността си към краля и към новото правителство на Пиетро Бадолио. Кралят вече е засилил контактите си с изразителите на антифашизма от юни, директно или чрез министъра на Кралския дом Пиетро д'Акуароне. На 22 юли, ден след срещата на върха във Фелтре между Мусолини и Хитлер и след първата бомбардировка на Рим, суверенът обсъжда с Мусолини необходимостта от прекратяване на конфликта, като оставят германците на мира, и за възможността за промяна в председателството на съвета.
Новото правителство на Пиетро Бадолио наследява тежката задача да разработи стратегия за излизане от конфликта и за гарантиране на обществения ред в страната. Вътрешните условия всъщност не позволяват да се продължи войната заедно с германския съюзник: следователно е спешно да се подпише примирие със съюзническите сили и да се попречи на германската армия, която след споразуменията, сключени с предишното правителство, засилва присъствието си в полуострова, излива своята мощ срещу италианските войски и население. След това правителството обявява продължаване на войната, но влиза в преговори със Съюзниците.

#### Примирие
На 3 септември в Касибиле е подписано примирието със Съюзниците, които го известяват на 8 септември, противно на това, което е изчислено от правителството на Бадолио. Примирието на 8 септември изненадва краля, който е извикал Пиетро Бадолио, министър Рафаеле Гуариля, генералите Виторио Амброзио, Марио Роата, Джакомо Карбони, Сандали и Дзануси, адмирал Рафаеле Де Куртен, майор Маркези, херцог Пиетро д'Акуароне и Паоло Пунтони, адютант на краля. Карбони и Де Куртен предлагат да се отрече от примирието и следователно от действията на Бадолио и да продължи войната на страната на германците. Предложението, първоначално подкрепено от мнозинството от обвиняемите, след като е определено като нереалистично от Маркези, е отхвърлено от краля и Бадолио съобщава за примирието, което вече е известено от Съюзниците.
Армията, оставена без ясен план за действие в отговор на офанзивата на нейния бивш германски съюзник, се оказва дезориентирана да се справи с ударите на многобройните германски части, изпратени в Италия след падането на Мусолини. Всъщност Бадолио, който вярва, че ще е по-добре германците да се изтеглят от Италия както би искал Ервин Ромел, съобщава, че италианските войски не трябва да поемат инициативата в атаките срещу бившия съюзник, а да се ограничат до отговор.
В нощта между 8 и 9 септември кралят, след първоначално колебание и убеден от Бадолио, че е необходимо да не падне в немски ръце, бяга от Рим в Бриндизи – град, свободен от германски контрол и неокупиран от англичаните и американците, пристигащи сутринта на 9 септември в село Крекио в Абруцо, на няколко километра от Ортона, като гост в Херцогския замък на семейството на херцозите на Бовино. Генералният щаб, от друга страна, се оттегя в Киети, на около тридесет километра от Крекио, в Палацо Медзаноте. След като прекарва един ден в замъка, наслаждавайки се на всички предоставени му услуги, Виктор Емануил III продължава бягството си, като се качва на корвет Байонета в Ортона. В защита на Рим, който е обявен за отворен град, кралят оставя своя зет, генерал Джорджо Карло Калви ди Берголо – командир на армейския корпус на града. Въпреки това маршал Бадолио, който вероятно все още вярва, че може да постигне някакво споразумение с Германия, не дава заповед за прилагане на военния план („Мемоар 44“), разработен от Върховното командване за справяне с евентуална промяна на фронта. Следват сурови германски репресии срещу италианската армия; най-известното е клането в Кефалония.
На 12 септември 1943 г. германците освобождават Мусолини по време на военна операция. На следващия 25 септември той провъзгласява раждането на Италианската социална република в Сало, като също ефективно разделя Италия на две части. Тази ситуация приключва на 25 април 1945 г., когато офанзива на Съюзническата и възстановената Кралска армия заедно с общото въстание, обявено от Комитета за национално освобождение, кара войските на Оста да се предадат.

#### „Южно кралство“
Бягството на краля и военните министри в Бриндизи оставя цялата италианска армия дислокирана у дома и на всички военни фронтове без заповеди в пълен безпорядък, което позволява на германската армия да изпълни операция „Ос“ без проблеми и да нанесе най-сериозното поражение на италианската армия, която в рамките на 10 дни претърпява 20 хил. жертви и над 800 хил.  затворници. Бягството обаче позволява формалната приемственост на държавата, особено в очите на Съюзниците. По този начин Съюзниците виждат валидността на примирието гарантирана, докато присъствието на легитимно правителство не позволява на Италия да установи суров окупационен режим, поне в южните области. Седалището на правителството е установено в Бриндизи: след като си осигурява англо-американското признание, Виктор Емануил III официално обявява война на Третия райх на 13 октомври и Съюзниците предоставят на Италия статута на „съвоюваща нация“.
Междувременно реорганизацията на армията продължава: кралят трябва да се изправи пред фронта на възстановените политически партии, тогава все още на комитетите на нотабилите, по-специално тези, събрани в Комитета за национално освонождение на Рим, председателстван от Иваное Бономи. Призиви за абдикация на суверена са повдигнати и от известни личности, които остават верни на Короната, включително Бенедето Кроче в разгорещена реч на Конгреса в Бари (28-29 януари 1944 г.).
Но Виктор Емануил III не се поддава и пред силния натиск, упражняван от англо-американците, като по този начин възнамерява да защити монархическия и династичен принцип, който самият той представлява, и в същото време се опитва да препотвърди поне формално независимостта на държавата от външна намеса (въпреки че трябва да се отбележи, че няколко клаузи от т. нар. „Дълго примирие“ (Примирие от Малта – 29 септември 1943 г.), по същество политически по характер, поставят много тежка тежест върху независимостта на държавата в присъствието на Обединените нации, които я принуждават да се предаде без условия).

#### Наместничество на сина и абдикация
На 12 април 1944 г. радиосъобщение предава решението на суверена да номинира сина си Умберто за наместник  при освобождението на столицата. Решението за наместничеството (лейтенантство) – институция, към която Савойската династия вече е прибягвала няколко пъти в миналото, е подкрепено от монархиста Енрико Де Никола на срещата му с Държавния глава.  На 5 юни той поверява наместничеството на кралството на сина си, без обаче да абдикира.
В началото на 1944 г. Бенедето Кроче заявява: „Докато личността на сегашния крал остава начело на Държавата, ние чувстваме, че фашизмът не е свършен, че той остава привързан към нас, че продължава да разяжда и да ни отслабва, че ще се появи отново повече или по-малко маскиран“. През 1945 г. Артуро Тосканини казва пред сп. „Тайм“: „Горд съм, че се завръщам като гражданин на свободна Италия, но не като поданик на дегенериралия крал и принц от Савойския дом““.
5 юни 1944 г. е дата, която отбелязва прехвърлянето на властта от краля към неговия син Умберто, който по този начин упражнява прерогативите на суверена от Квиринал, без обаче да притежава титлата на крал, като Виктор Емануил остава в Салерно.
Суверенът, в екстремен, но закъснял опит да спаси монархията, на 9 май 1946 г. абдикира в Неапол в полза на сина си Умберто II Савойски около месец преди институционалния референдум на 2 юни. Заверката на подписа на краля, вместо от Министър-председателя е направена от нотариус (Никола Ангризано от нотариалната колегия в Неапол).  Същата вечер той се качва на лекия крайцер „Херцог на Абруци“, за да отиде на доброволно изгнание в Египет.

### Изгнание и смърт
Виктор Емануил III се оттегля със съпругата си Елена Черногорска в Александрия в Египет в изгнание, преди консултацията за Инстиуционалния референдум за монархия или република, с титлата „граф на Поленцо“. По време на египетското си изгнание суверенът посещава военните зони, където кралската армия се бие няколко години по-рано, включително Аламейн.
Умира в Александрия на 28 декември 1947 г. на 78-годишна възраст, в деня след подписването на Италианската конституция, която, с 13-тата преходна и окончателна разпоредба, позволява на Държавата да изземе активите на бившите крале от Савойския дом и на техните съпруги. Смъртта му в малка къща в египетската провинция се дължи на белодробен застой, дегенерирал в тромбоза. Бившият владетел страда от него в продължение на пет дни. Последните му думи са: „Колко ще продължи това? Трябва да се занимавам с някои важни неща“ – фраза, която той отправя към лекаря, който се втурва към леглото му след настъпилата парализа. Няколко дни по-рано, точно на 23 декември, Виктор Емануил вместо това каза: „Ние наистина живеем в красив, мръсен свят!“; тези думи са отправени към неговия адютант, полковник Тито Ливио Торела ди Романяно, и се отнасят до факта, че е забелязал, че в кореспонденцията, пристигаща от Италия за коледните празници, липсват някои писма от личности, от които очевидно е очаквал поздравления.
Кралят на Египет Фарук I заповядва на починалият да се окаже военно погребение, т.е. с ковчег, поставен върху топовен лафет и ескортиран от подходящо представителство на Египетските въоръжени сили. Тялото му е посрещнато по време на погребението от 101 топовни изстрела и е погребано в Латинокатолическата катедрала на Александрия. От друга страна, поради желанието на покойника, не са поставени цветя на ковчега; всъщност онези, които искат да почетат паметта му, са посъветвани да следват предложението на кралица Елена, т.е. да направят благотворителност на италианската общност в Александрия.
На 17 декември 2017 г., почти съвпадащ със 70-тата годишнина от смъртта му, тялото му е репатрирано на борда на самолет на Италианските военновъздушни сили. То е погребано в параклиса „Сан Бернардо“ в светилището на Викофорте (Пиемонт), отстрани на съпругата му, чиито тленни останки са пренесени от Монпелие два дена по-рано.

## Нумизматика
Виктор Емануил III е нумизмат и голям колекционер на монети. През 1900 г. купува от наследниците си колекцията Мариньоли, състояща се от около 35 хил. броя от трите метала. Издава Corpus Nummorum Italicorum (1909 – 1943) – произведение в 20 тома, където италианските монети са класифицирани и описани. Той оставя работата, недовършена, като подарък на Италианската държава. Работата му като нумизмат е възнаградена през 1904 г. с медала на Кралското нумизматично дружество.
Той желае богато и разнообразно циркулиращи монети, като по този начин дава живот на истинска колекция от най-красивите и следваните. Той също така има много монети, изсечени в ограничен брой само за нумизмати. При заминаването си за Египет на 9 май 1946 г. кралят пише на министър-председателя Алчиде Де Гаспери: „Г-н президент, оставям на италианския народ събирането на монети, което беше най-голямата страст в моя живот“. Тази колекция днес е частично изложена в сутерена на Палацо Масимо але Терме в Рим.

## Епитети
По време на дългото си управление Виктор Емануил III получава някои епитета, които остават в историята, от пресата, от видни хора на културата или от политици в зависимост от текущото промонархическо или антимонархическо течение. Празничните пропагандни епитети са свързани с Първата световна война, с неговото усърдно присъствие на фронта и с неговото „висше ръководство“ на военните операции, довели кралството до победа над традиционния враг на италианското единство: „Крал войник“, „Крал на Пескиера“, „Крал на победата“ или просто „Победоносен крал“.
Отразявайки политиката му, основана на идеи за мир и социална защита, той е изобразен като „Социалистически крал“ и по подобен начин заради подкрепата си за Джовани Джолити е известен като „Буржоазен крал“.
След 8 септември той също е наричан от фашистите на Сало „Крал изменник“ – име, което остава в определена преса.
Някои физически характеристики са в основата на други прякори, замислени в антимонархически кръгове или резултат от голиардични изобретения. Кралят е кръстен "Sciaboletta" (Сабичка) поради ниския си ръст (1,53 m), което налага изковаването на особено къса сабя, за да не може да се влачи по земята. Отново във връзка с неговия ръст той е наречен „Крал тапа“. Мусолини го нарича „Кралят блокер“.
Амадей Савойски-Аоста, херцог на Аоста, имайки предвид ниския ръст на Виктор Емануил III и черногорския произход кралица Елена, ги нарича „Куртатоне и Монтанара“ по едноименната битка – част от Първата война за италианска независимост (29 май 1848 г.), когато австрийските сили на Йозеф Радецки, напускайки Мантуа, се опитват да заобиколят пиемонтската армия. Австрийците атакуват слабото място на напредналото разполагане на Карл Алберт  Савойски, съставено от позициите на тосканския и неаполитанския контингент между двата града Куртатоне и Монтанара. Това изказване на херцога води до отстраняването му от двора и мисия в Африка.

## Брак и потомство
∞  24 октомври 1896 за принцеса Елена Черногорска (* 8 януари 1873, Цетине, Черна гора; † 28 ноември 1952, Монпелие, Франция), дъщеря на Никола I Петрович-Негош, княз и по-късно крал на Черна гора, и на Милена Вукотич, от която има един син и четири дъщери:
- Йоланда Маргарита Милена Елизабета Романа Мария Савойска (* 1 юни 1901, Рим, Кралство Италия; † 16 октомври 1986), принцеса на Италия, принцеса на Албания и чрез брак графиня на Берголо (1924 – 1977); ∞ 9 април 1923 в Квиринала в Рим за граф Джорджо Карло Калви ди Берголо (* 15 март 1887, Атина; † 25 февруари 1977, Рим), 6-и граф на Берголо (1924 – 1977), генерал, от когото има един син и три дъщери
- Мафалда Мария Елизабета Анна Романа Савойска (* 19 ноември 1902, Рим; † 28 август 1944, Концентрационен лагер Бухенвалд), принцеса на Савоя, принцеса на Етиопия, принцеса на Албания и чрез брак титулярна ландграфиня на Хесен–Касел (1940 – 1944), ∞ 23 септември 1925 в Кралския замък в Ракониджи за Филип фон Хесен-Касел (* 6 ноември, 1896, Офенбах на Майн; † 25 октомври 1980, Рим), германски принц, титулярен херцог на Хесен, от когото има трима сина и една дъщеря
- Хумберт Никола Томас Йоан Мария Савойски (* 15 септември 1904, Кралски замък в Ракониджи; † 18 март 1983, Женева, Швейцария), принц на Пиемонт (1904 – 1946), генерален наместник на Кралство Италия (5 юни 1944 – 9 май 1946) и като Умберто II последен крал на Италия (9 май – 18 юни 1946 г.); ∞ 8 януари 1930 в Рим за Мария-Жозе Белгийска (* 4 август 1906, Остенде, Кралство Белгия; † 27 януари 2001, Тоне, Швейцария), дъщеря на краля на Белгия Албер I и на кралица Елизабет Баварска, от която има един син и три дъщери
- Джована Елисавета Антония Романа Мария Савойска (* 13 ноември 1907, Рим, Кралство Италия; † 26 февруари 2000, Ещорил, Португалия), принцеса на Италия, принцеса на Албания, принцеса на Етиопия и чрез брак царица на българите (1930 – 1943) като Йоанна Българска; ∞ 25 октомври 1930 в Папската базилика „Свети Франциск“ в град Асизи по католическия ритуал, 31 октомври 1930 с православна церемония в „Свети Александър Невски“ в София за Борис III (* 30 януари 1894, София; † 28 август 1943, пак там), престолонаследник и княз Търновски (30 януари 1894 – 2 октомври 1918), цар на българите (3 октомври 1918 – 28 август 1943), син на Фердинанд I, княз на България (7 юли 1887 – 22 септември 1908) и цар на българите (22 септември 1908 – 3 октомври 1918), и на Мария-Луиза Бурбон-Пармска, италианска принцеса, от когото има син и дъщеря
- Мария Франческа Анна Романа (* 1914, † 2001), принцеса на Италия, принцеса на Етиопия, принцеса на Албания, чрез брак принцеса на Парма, Пиаченца и Гуастала; ∞ 23 януари 1939 г. в Квиринала в Рим за принц Луи-Шарл Бурбон-Пармски (* 5 декември 1899, Шварцау ам Щайнфелд, Австрия; † 4 декември 1967, Манделийо ла Напул, Франция), син на Роберто I Бурбон-Пармски, херцог на Парма, и на Мария-Антония де Браганса, инфанта на Португалия, от когото има трима сина и една дъщеря

- Децата на Виктор Емануил III
- принцеса Йоланда Маргарита, дъщеря
- принцеса Мафалда Мария, дъщеря
- крал Умберто II, син
- принцеса Мария Франческа, дъщеря

## Обяснителни бележки
1. ↑  „Римският въпрос“ е израз, използван в италианската историография за идентифициране на спора, който се обсъжда по време на Рисорджименто относно ролята на Рим – седалище на светската власт на папата, но в същото време столица на Кралство Италия
2. ↑  По-специално, първият член от закона за гаранциите („Личността на Върховния понтифекс е свещена и неприкосновена“) идентично възпроизвежда формулата на четвъртия член от Албертиновия устав ("Личността на краля е свещена и неприкосновена"), освен това установява, че „опитът срещу личността на Върховния понтифекс и провокацията да се извърши се наказват със същите наказания, установени за опита и за провокацията да се извърши срещу личността на краля. Извършените публични обиди директно срещу личността на Върховния понтифекс с речи, с дела или със средствата, посочени в член 1 от Закона за печата, се наказват с наказанията, установени в член 19 от самия закон", т.е. наказанията, предвидени в случай на обида на краля и на членове на кралското семейство.
3. ↑  Кралица Елена оставя записан в мемоарите си разказ за срещата, предшестваща ареста на Мусолини и последвалата ѝ реакция: „Бяхме в градината. Все още нищо не ми беше казал. Тогава развълнуваният Акуароне се присъедини към нас и каза на съпруга ми: „Генералът на карабинерите желае разрешението на Ваше Величество преди арестуването на Мусолини.“ Останах вцепенена. Почувствах, че треперя, когато чух мъжа ми да отговаря „Добре. Някой трябва да поеме отговорност. Ще я поема сам." След това се качи по стълбите с генерала. Прекосявах залата, когато Мусолини пристигна. Той отиде да се срещне със съпруга ми. И съпругът ми му каза: „Скъпи Дуче, Италия се разпада…“, той никога не го беше наричал така, но винаги „превъзходителство“. Междувременно се качих на горния етаж, докато моята придворна дама Джакарино беше останала долу, тъй като се забави в стаята и вече не можеше да мръдне. По-късно ми разказа всичко. Тя ми каза, че съпругът ми е побеснял и е започнал да крещи на Мусолини, като накрая го е информирал, че го уволнява и че поставя Пиетро Бадолио на негово място. Когато Джакарино се присъедини към мен, от прозореца на стая видяхме съпруга ми спокоен и ведър, придружаващ Мусолини по стълбите към вилата. Разговорът продължи по-малко от двадесет минути. Мусолини изглеждаше с двадесет години по-стар. Съпругът ми стисна ръката му. Другият направи няколко крачки в градината, но беше спрян от полицай, последван от въоръжени войници. Драмата се беше разиграла. Чувствах, че кипя. Едва не се блъснах в съпруга си, който се връщаше. — Свършено е – тихо каза той. „Ако искахте да го арестувате“, изкрещях му силно, възмутена, „...това трябваше да стане извън нашата къща. Това, което направихте, не е суверенен жест...". Той повтори „Свършено е“ и се опита да ме хване за ръката, но аз се дръпнах от него, „Не мога да приема такъв факт“ Казах „баща ми никога не би го направил“, след което отидох и се затворих горе в стаята ми“
4. ↑  Lucio Lami, Il Re di maggio, Ares, с. 204-205. По-специално Лами съобщава думите на краля в отговор на Бадолио: «Аз съм стар, дори и да ме хванат, какво искаш да ми направят?». Но Виктор Емануил преди това се изрази по различен начин: „Не искам да рискувам да свърша като краля на белгийците. [...] Нямам намерение да попадна в ръцете на Хитлер и да се превърна в марионетка, чиито конци Фюрерът може да дърпа според прищявките си“. Бадолио пише: „Въпрос от първостепенно значение за мен завладя духа ми: това е поддържането на тесен и постоянен контакт със Съюзниците на всяка цена, така че примирието, подписано по моя заповед от генерал Кастелано, винаги остава в действи. – Ако примирието остане, Италия вече няма да бъде третирана като вражеска нация, а като нация, която тържествено е декларирала и подписала, че незабавно ще направи обща кауза с англо-американците. Сега, ако правителството беше останало в Рим, залавянето му щеше да е неизбежно и германците щяха да побързат да го заменят с фашистко правителство и веднага щяха да предприемат стъпки за отмяна на примирието. – Беше необходимо на всяка цена да се избегне тази катастрофална възможност, която би означавала пълното разруха на Италия. Че това мое убеждение е правилно, показаха по-късно събитията в Унгария. В тази страна адмирал Хорти, след като обяви примирието сутринта, веднага беше арестуван от германците и следобед принуден да обяви предишното съобщение за невалидна и да гарантира, че Унгария ще продължи войната. „И всички знаят ужасните последици, които подобна декларация имаше за тази най-нещастна страна., Pietro Badoglio, L'Italia nella Seconda guerra mondiale, A. Mondadori, 1946, с. 114-117.